# Nikolái Pávlovich Petrov (científico)
Nikolái Pávlovich Petrov (Никола́й Па́влович Петро́в; 25 de marzo de 1836, Trubchevsk, Gobernación de Oriol - 15 de enero de 1920, Tuapsé), fue un militar, científico e ingeniero ruso. En su faceta académica como profesor, inició la teoría hidrodinámica de la lubricación. 

## Semblanza
La familia de Petrov, de larga tradición militar, pertenecía a la nobleza de la gobernación de Nóvgorod. 
Se graduó en el Cuerpo de Cadetes Konstantínovskoie (1855) y cursó las clases de oficiales de la Escuela de Ingeniería Nikolaev (1858). Posteriormente sirvió en la escuela, impartiendo clases para el Departamento de Matemáticas bajo la guía del famoso científico M. B. Ostrogradski. Como voluntario en el Instituto Tecnológico, participó en el diseño de máquinas en la planta de Okhten, en el equipo del talentoso diseñador y profesor Iván Alekséevich Vyshnegradski. 
En 1865 fue enviado al extranjero para estudiar mecánica aplicada. Al regresar en 1866, dio una conferencia en el Instituto de Tecnología de San Petersburgo y en la Academia de Ingeniería. Después de recibir el título de profesor adjunto de mecánica práctica de la Academia de Ingeniería en 1867, realizó importantes trabajos de investigación sobre la creación de equipos para fábricas militares. Dirigió el departamento de mecánica de vapor en el Instituto Tecnológico de San Petersburgo, y a partir de 1871, en el departamento de estudios ferroviarios. Fue en esta época cuando se inició su actividad científica en el campo de la fricción, el desgaste y la lubricación. Desde 1872, como profesor del Instituto Tecnológico, impartió la asignatura sobre la teoría y el diseño de calderas y locomotoras de vapor, y supervisó la redacción de proyectos. 
En 1873 se convirtió en miembro del Consejo de Ingeniería de la Sociedad de Ferrocarriles Rusos, y participó en la construcción del Ferrocarril Transiberiano. 
En 1883 publicó su primer trabajo sobre la teoría hidrodinámica de la lubricación, titulado "Fricción en máquinas y el efecto de los aceites lubricantes", trabajo por el que recibió en 1884 el Premio Lomonosov. Su segundo trabajo "Descripción y resultados de experimentos sobre la fricción de líquidos y máquinas" vio la luz en 1886; y su tercer libro, "Fricción en máquinas y el efecto del fluido lubricante sobre ella. Resultados prácticos de los experimentos", apareció al año siguiente. En 1900, en las Notas de la Academia de Ciencias, se publicó su cuarto trabajo de gran relevancia, titulado "Fricción en Máquinas", en el que estableció la teoría de la lubricación, teniendo en cuenta la posición excéntrica de los apoyos en los rodamientos. 
En 1892 fue nombrado presidente del Consejo de Ingeniería del Ministerio de Ferrocarriles, y en 1893, pasó a formar parte del Consejo del Ministro de Ferrocarriles. En 1894 fue elegido miembro honorario de la Academia de Ciencias de San Petersburgo. Entre 1896 y 1905 presidió la Sociedad Técnica Rusa. 
Desde 1900 ocupó un cargo en el Consejo de Estado, donde permaneció entre 1907 y 1916 como presidente del segundo departamento. 
En julio de 1915, al inicio de la Primera Guerra Mundial, fue nombrado presidente de la "Alta Comisión para una investigación exhaustiva de las circunstancias que causaron la reposición prematura e insuficiente del equipo militar". Por resolución de esta comisión en 1916, se iniciaron procesos penales contra el general Vladímir Sujomlínov. 
A lo largo de su vida publicó más de 80 artículos científicos y recibió numerosos premios. Galardonado con la Medalla de Oro de la Sociedad Técnica de Rusia, se le nombró miembro honorario de la Sociedad Politécnica de Moscú. 

### Familia
Petrov era padre del oncólogo Nikolái Nikolaiévich Petrov, y abuelo del crítico de arte Vsevolod Nikolaiévich Petrov. 

## Carrera militar
- Se unió al servicio (06/11/1855)[1]
- Subteniente (11/06/1855)
- Segundo teniente (04/12/1859)
- Teniente (30/08/1861)
- Capitán asistente (30/08/1863)
- Capitán (16/04/1867)
- Coronel (31/03/1868)
- Mayor general (30/08/1878)
- Teniente general (30/08/1888)
- Ingeniero general (09/04/1900)

## Premios
- Orden de San Andrés 1.ª (1915)
- Orden de San Stanislav 2.ª (1863)[1]
- Orden de San Stanislav 3.ª (1869)
- Orden de Santa Ana 4.ª (1872)
- Orden de San Vladimiro 3.ª (1874)
- Orden de San Vladimiro 1.ª (1878)
- Orden de San Stanislav 1.ª (1881)
- Orden de Santa Ana 1.ª (1883)
- Orden de San Vladimir 2.ª (1886)
- Orden del Águila Blanca (1890)
- Orden de San Alejandro Nevski (1896)
- Insignia de Servicio Inmaculado por XL años (1896)
- Orden de San Vladimir 1.ª (1906)

Galardones extranjeros:
- Cruz de Comendador de la Legión de Honor francesa (1893)
- Orden de la Corona de Rumania 1.ª (1894)
- Cruz de Oficial Mayor de la Legión de Honor francesa (1899)

## Reconocimientos
- En el edificio de la estación de tren de Tuapse se encuentra un busto de Petrov.
- En la casa de huéspedes de Shepsi, se ha conservado el edificio de ladrillo de su casa de verano, con una placa conmemorativa.